# Мацуо Хаято
Hayato Matsuo (яп. 松尾早人, Мацуо Хаято, Серпень 13, 1965 у Касіва, Японія) японський композитор відеоігор та аніме. Він працював над такими проектами, як Front Mission 3, Final Fantasy XII, та Magic Knight Rayearth. Його матір, яка була вчителем піаніно, дала поштовх і можливість Мацуо закінчити Токійський університет мистецтв. Коли він був у коледжі, він писав музику для «G-Clef» групи та інколи допомагав учасникам. Після того, як він закінчив університет, він пішов працювати до Коїчі Суґіями, композитора популярної серії Dragon Quest.
У 1991, Мацуо почав писати власні твори до гри Master of Monsters. Протягом наступних кількох років він працював незалежним композитором для кількох ігор та аніме, включаючи Ogre Battle: March of the Black Queen. У 1995, Мацуо приєднався до незалежної спілки композиторів під назвою «Imagine» Він продовжував складати музичні твори для понад 40 ігор та аніме.

## Дискографія

### Саундтреки з відеоігор
- Master of Monsters (1991)
- Mercury - The Prime Master (1991) — with Taku Iwasaki, Seirou Okamoto and Tsushi Yamaji
- Syvalion (1992) — SNES version
- Ogre Battle: March of the Black Queen (1993) — спільно з Хітоші Сакімото та Масахару Івата
- Classic Road (1993)
- Sword Maniac (1994) — спільно з Хітоші Сакімото
- Super Hockey '94 (1994)
- Classic Road II (1995)
- Tengai Makyō: Kabuki Ittou Ryoudan (1995) — спільно з  Юджі Сайто, Хіронао Ямамото, Казухіко Саваґучі та Осаму Наріто
- Master of Monsters: Neo Generation (1996)
- NiGHTS into Dreams...  (1996) — оркестрові версії теми "NiGHTS"
- Chou-Mahsin Eiyuuden Wataru: Another Step (1997)
- Dragon Force II (1998) — спільно з Кохей Танако
- Let's Smash (1998)
- Front Mission 3 (1999) — спільно з Коджі Хаямою
- Ogre Battle 64: Person of Lordly Caliber (1999) — спільно з Хітоші Сакімото та Масахару Івато
- Shenmue (1999)
- Fushigi no Dungeon: Fuurai no Shiren GB2 (2000) — спільно з Коїчі Суґіямо
- Shenmue II (2001)
- Homeland (2005)
- Dragon Quest: Shōnen Yangus to Fushigi no Dungeon (2006)
- Final Fantasy XII (2006) — спільно з Хітоші Сакімото та Масахару Івато
- Mystery Dungeon: Shiren the Wanderer (2006) — спільно з Коїчі Суґіямо
- Dragon Quest IV: Chapters of the Chosen DS (2007)
- Dragon Quest V: Hand of the Heavenly Bride DS (2008)
- Fushigi no Dungeon: Fuurai no Shiren DS 2 - Sabaku no Majou (2008) — спільно з Коїчі Суґіямо
- Dragon Quest VI: Realms of Revelation DS (2010)
- Fushigi no Dungeon: Fuurai no Shiren 5: Fortune Tower to Unmei no Dice (2010)
- El Shaddai: Ascension of the Metatron (2011)

### Аніме
- Магічний лицар Рейарт (1994)
- Saint Tail (1995)
- Golden Brave Goldran (1995)
- Магічний лицар Рейарт 2 (1995)
- Landlock (1996)
- Haunted Junction (1997)
- Street Fighter Alpha (1999)
- Spirit of Wonder Scientific Boys Club (2001)
- Transformers: Armada (2002)
- Гайвер: Могутня біоброня (2005)
- Хеллсінг (2006)
- Yomigaeru Sora - Rescue Wings (2006)
- Les Misérables - Shoujo Cosette (2007)
- Одному лише Богу відомий світ (2010)
- JoJo's Bizarre Adventure: Phantom Blood (2012)
- Одному лише Богу відомий світ (2013)